# Daska (Pakistan)
Daska (Urdu ڈسکہ) ist eine Stadt im Distrikt Sialkot in der Provinz Punjab in Pakistan. Sie befindet sich nördlich von Lahore, zwischen den Städten Gujranwala und Sialkot.

## Geschichte
Daska wurde während der Herrschaft der Moguln im 17. Jahrhundert gegründet. Der ursprüngliche Ortsname war Shahjahanabad.

## Bevölkerungsentwicklung
| Zensusjahr | Einwohnerzahl |
| ---------- | ------------- |
| 1972       | 34.487        |
| 1981       | 55.555        |
| 1998       | 102.883       |
| 2017       | 175.464       |

## Wirtschaft
Daska ist eine wachsende Industriestadt aufgrund der Lebensmittelindustrie, der Produktion von landwirtschaftlichen Maschinen, Sportartikeln und Musikinstrumenten. In der Umgebung ist die Landwirtschaft dominant.

## Galerie

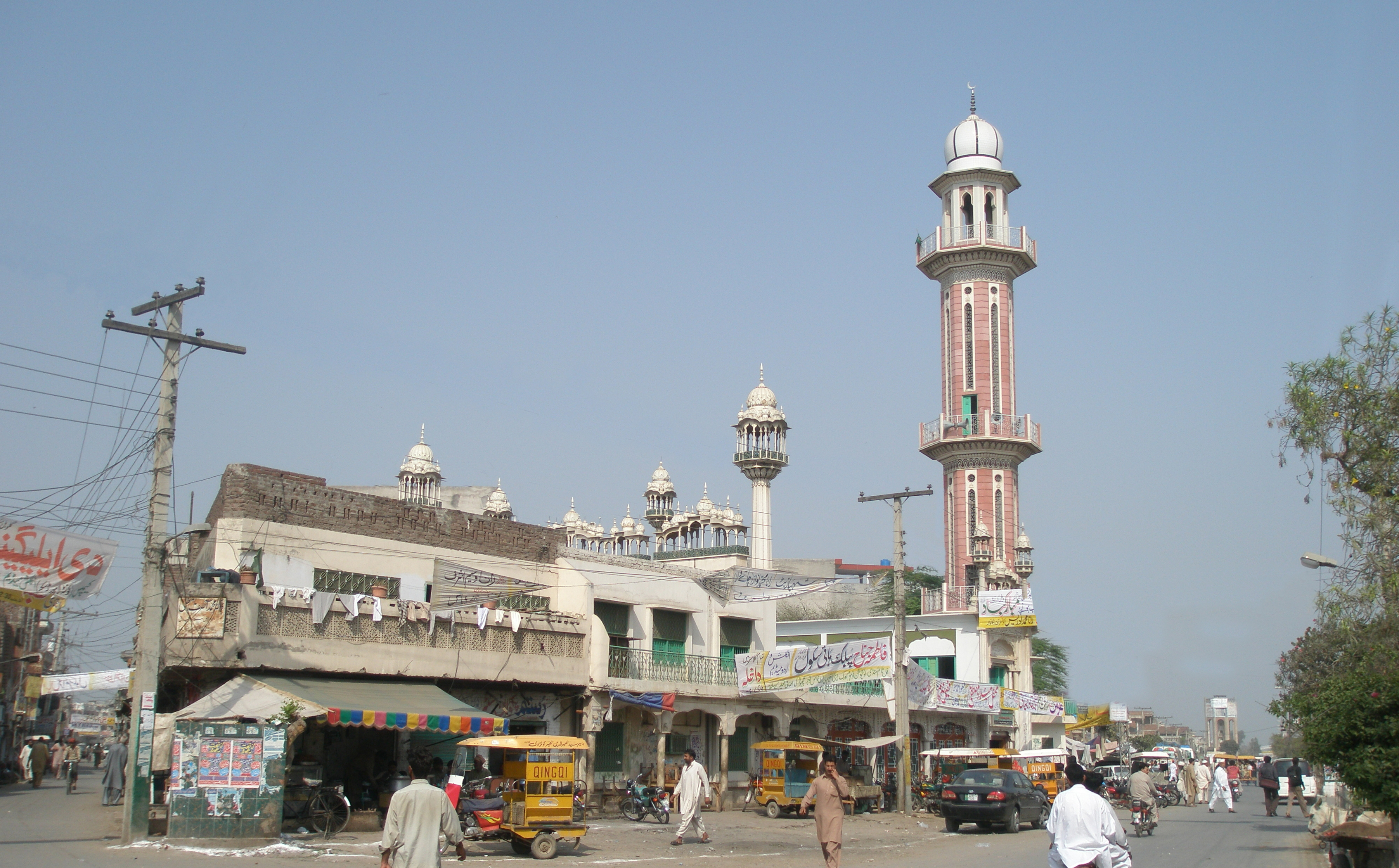
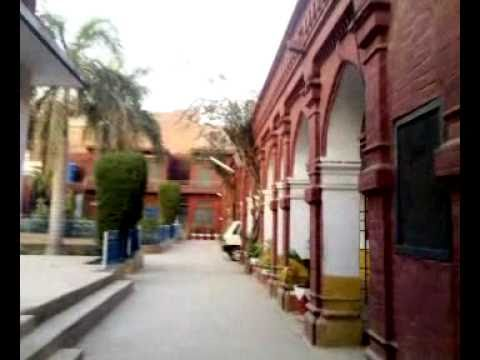